# Nouveau viaduc de l'Aglio
Le nouveau viaduc de l'Aglio est un viaduc autoroutier italien qui porte l'autoroute A1 (cette section faisant partie de la route européenne E35) dans la municipalité de Barberino di Mugello.

## Histoire
Un ancien pont en arc a été construit dans les années 1950 pour le tronçon des Apennins de Bologne à Florence de l'Autostrada del Sole. 
À la suite du projet variante di Valico, qui se sépare de la route autoroutière historique immédiatement au nord du viaduc d'Aglio, la direction du trafic sur ce dernier a été modifiée : la chaussée ouest, à l'origine empruntée par des véhicules en direction de Florence, est désormais parcouru par des véhicules en direction de Bologne le long de la route historique, tandis que la chaussée est, initialement empruntée par des véhicules en direction de Bologne, est désormais empruntée par des véhicules se dirigeant toujours vers cette dernière ville, mais le long de la variante du col. 
Le trafic direct vers Florence, en revanche, emprunte le nouveau viaduc de l'Aglio, situé à quelques centaines de mètres au nord-ouest de l'ancien.

## Construction

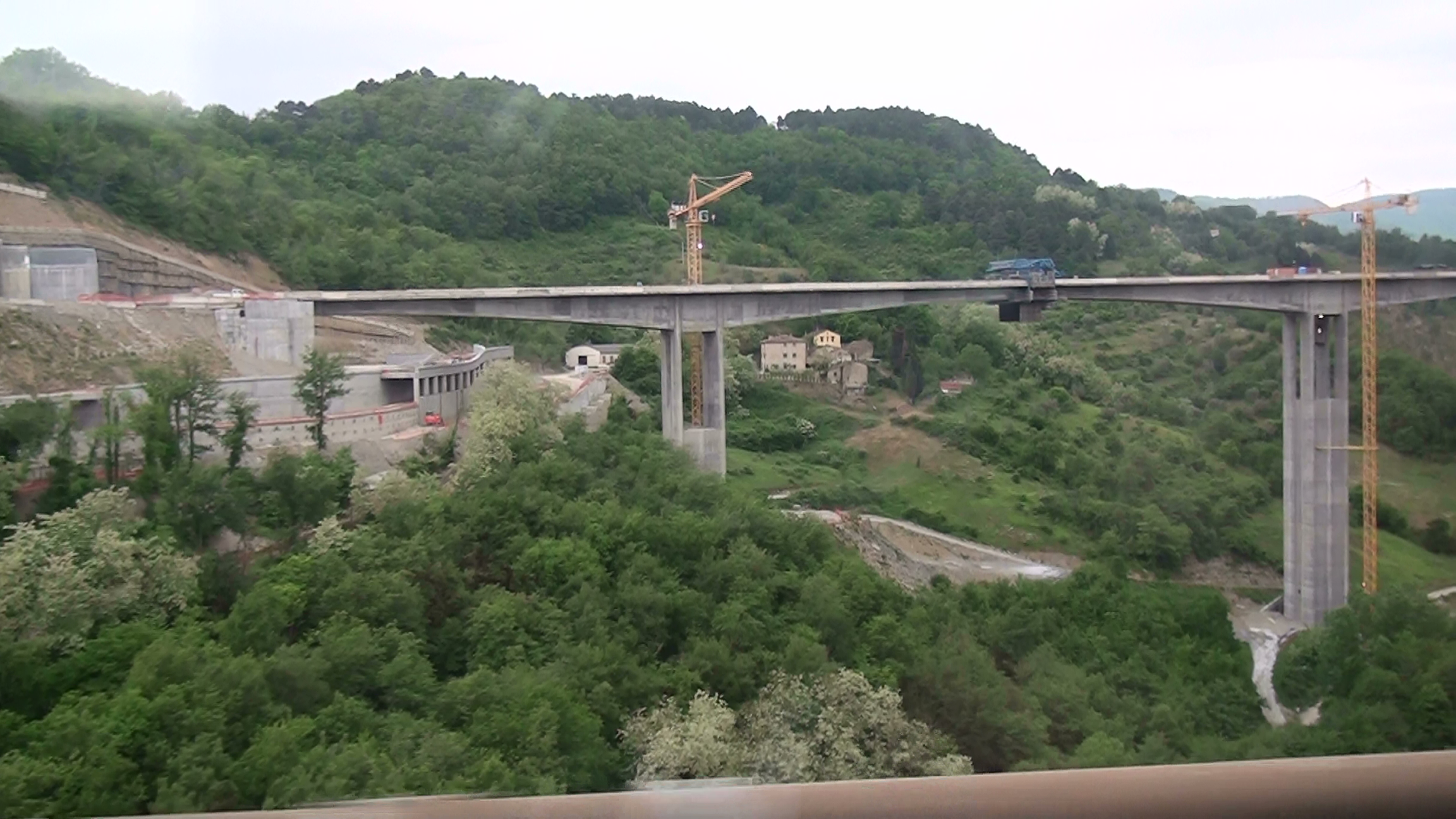
Construction du nouveau viaduc de l'Aglio et du tunnel de Puliana. Photo prise de l'ancien pont le 15 mai 2011.

La construction du viaduc autoroutier construit en béton précontraint fait partie du lot « AGLIO - BARBERINO DI MUEGELLO ». Ce tracé long de d'environ 7 km, prévoit la construction d'une nouvelle chaussée à trois voies à sens unique vers le sud, tandis que l'autoroute actuelle est utilisée pour le transport en direction du nord. Les ouvrages principaux du tracé est le viaduc de l'Aglio (598 m) qui relie le tunnel de Puliana (1 310 m), le viaduc Lora (420 m) qui relie le tunnel de Manganaccia (2 310 m) et débouche au niveau de la sortie d'autoroute de Barberino di Mugello,.
Inauguré en 2015, l'ouvrage a une longueur totale de 598 mètres, 3 travées centrales d'une portée de 148 mètres et 2 autres d'une portée de 77 mètres. Il possède 4 piles, dont deux centrales d'une hauteur maximale d'environ 80 mètres (pour une hauteur libre de 87 mètres). Conçu par l'ingénieur Furlanetto de la Toto S.p.A. et par l'ingénieur Ferretti Torricelli de la Spea-Ingengeria Europea, la largeur totale de l'ouvrage est de 19,70 mètres, le terre-plein central étant composée de quatre voies et une de secours à sens unique vers Florence. Deux voies d'insertions rejoignent l'autoroute au début du viaduc.